# Algueña
Algueña (in valenziano l'Alguenya) è un comune spagnolo situato nella comunità autonoma Valenciana.

## Storia

### Simboli
Lo stemma è stato approvato il 2 luglio 1994.
I tre monti, accompagnati in capo da un sole, rappresentano il profilo della Penya del Sol, elemento del paesaggio locale; le viti ricordano la caratteristica coltivazione di Algueña.